# 波洛韋齊克 (博胡斯拉夫區)
49°31′44″N 31°0′37″E / 49.52889°N 31.01028°E
波洛韋茨凱（烏克蘭語：Половецьке）是位於烏克蘭北部的村莊，由基辅州奧布希夫區的博胡斯拉夫市鎮負責管轄。該村面積0.7平方公里，海拔高度127米，2001年人口124，人口密度每平方公里177.1人。